# Тысяча франков «Церера и Меркурий»
Тысяча франков Церера и Меркурий — французская банкнота, эскиз которой был утверждён 11 февраля 1927 года, выпускавшаяся в обращение Банком Франции c 2 января 1929 года по 20 октября 1940 года до замены на банкноту Тысяча франков «Коммерция и индустрия».

## История
Эта банкнота принадлежит к серии полихромных банкнот, разработанных Банком Франции в конце XIX века.
Она была разработана в срочном порядке, чтобы заменить двухцветную банкноту типа 1889 года, которая была объектом подделок. Она была выпущена при создании серии Франк Пуанкаре и печаталась с апреля 1927 года по июль 1940 года.
Она была изъята из обращения и лишена статуса законного платежного средства 4 июня 1945 года. Общий тираж составил 262 750 000 экземпляров.

## Описание
Эта банкнота является работой художника Charles-Albert Walhain и гравёра Ernest-Pierre Deloche.
Доминирующие тона — охра с синей каймой.
На аверсе: две головы вверху слева и справа в двух каменных медальонах, представляющих Цереру и Меркурия. По обе стороны от центра банкноты стоят два херувима, символизирующие земледелие (серп и петух) и торговлю (морской якорь и лопата).
На реверсе: по краям банкноты от аллегории в центре, символизирующей Фортуну, расположены слева Андре Мари Ампер за своим столом, справа Луи Пастер, оба представляют исследования и науку. В центре — кузнец и серебряный мастер, представляющие Ремесла.
Два водяных знака показывают профили Цереры и Меркурия, обращенные друг к другу.
Размеры 233 мм х 129 мм.